# Brit Awards de 1996
O Brit Awards de 1996, oferecido pela British Phonographic Industry (BPI), foi realizado em 19 de fevereiro de 1996, no Earls Court, em Londres, Inglaterra, e contou com a apresentação do apresentador britânico Chris Evans.

## Apresentações
| Artista(s)        | Canção(ões)                                                             | Apresentado(s) por |
| ----------------- | ----------------------------------------------------------------------- | ------------------ |
| Simply Red        | "Fairground"                                                            | Chris Evans        |
| Pulp              | "Sorted for E's & Wizz"                                                 | Chris Evans        |
| Alanis Morissette | "Hand in My Pocket"                                                     | Chris Evans        |
| Michael Jackson – | "Earth Song"                                                            | Chris Evans        |
| Take That         | "How Deep Is Your Love"                                                 | Chris Evans        |
| David Bowie       | "Hallo Spaceboy" (com Pet Shop Boys) "Moonage Daydream" Under Pressure" | Chris Evans        |

## Vencedores e indicados
| Melhor Álbum (apresentado por Lenny Kravitz) | Produtor do Ano |
| --- | --- |
| - Oasis – (What's the Story) Morning Glory? - Blur – The Great Escape - Pulp – Different Class - Radiohead – The Bends - Paul Weller – Stanley Road | - Brian Eno - John Leckie - Nellee Hooper - Owen Morris & Noel Gallagher - Stephen Street |
| Melhor Single (apresentado por Jo Whiley) | Melhor Vídeo (apresentado por Michael Hutchence) |
| - Take That – "Back for Good" - Blur – "Country House" - Everything but the Girl – "Missing" - Pulp – "Common People" - Oasis – "Wonderwall" Eliminados: - Annie Lennox – "No More I Love You's" - Edwyn Collins – "A Girl Like You" - Oasis – "Roll with It" - Simply Red – "Fairground" - Supergrass – "Alright" | - Oasis – "Wonderwall" - Pulp – "Common People" - Blur – "Country House" - Take That – "Back for Good" - Radiohead – "Just" Eliminados: - Blur – "The Universal" - Massive Attack – "Protection" - The Rolling Stones – "Like a Rolling Stone" - Simply Red – "Fairground" - Supergrass – "Alright" |
| Melhor Cantor (apresentado por Iggy Pop) | Melhor Cantora (apresentado por Tina Turner) |
| - Paul Weller - Edwyn Collins - Van Morrison - Jimmy Nail - Tricky | - Annie Lennox - Joan Armatrading - PJ Harvey - Vanessa Mae - Shara Nelson |
| Melhor Grupo (apresentado por Pete Townshend) | Artista Revelação (apresentado por Robbie Williams) |
| - Oasis - Blur - Lightning Seeds - Pulp - Radiohead | - Supergrass - Elastica - Tricky - Black Grape - Cast |
| Melhor Artista de Dance (apresentado por Ulrika Jonsson e Vic and Bob) | Melhor Gravação de Trilha Sonora |
| - Massive Attack - Eternal - Leftfield - M People - Tricky | - Batman Forever - Braveheart - Muriel's Wedding - Natural Born Killers - Waiting to Exhale |
| Melhor Cantor Internacional | Melhor Cantora Internacional (apresentado por Kylie Minogue) |
| - Prince - Coolio - Lenny Kravitz - Meat Loaf - Neil Young | - Björk - Céline Dion - k.d. lang - Mariah Carey - Alanis Morissette |
| Melhor Grupo Internacional (apresentado por Céline Dion) | Artista Revelação Internacional (apresentado por Martin Clunes e Neil Morrissey) |
| - Bon Jovi - Foo Fighters - Garbage - Green Day - TLC | - Alanis Morissette - Tina Arena - Boyzone - Foo Fighters - Garbage |
| Prêmio Freddie Mercury (apresentado por Roger Taylor) | Artista de uma Geração (apresentado por Bob Geldof) |
| The Help Album | Michael Jackson |
| Contribuição Excepcional para a Música (apresentado por Tony Blair) | |
| David Bowie | |

Notas
1. ↑  Recebido por Thom Yorke, e Brian Eno, produtor do álbum.

## Momentos notáveis

### Michael Jackson e Jarvis Cocker
Michael Jackson recebeu o prêmio especial de Artista da Geração. Na cerimônia, ele cantou seu single "Earth Song" com uma "figura de Cristo" cercada por crianças. O líder do Pulp, Jarvis Cocker, subiu ao palco no que ele alegaria mais tarde como protesto a essa parte da performance. Cocker correu pelo palco, levantando a camisa e apontando as suas nádegas (vestidas) na direção de Jackson. Cocker foi posteriormente questionado pela polícia por suspeita de causar danos a três das crianças na performance de Jackson, que estavam no palco. Nenhum processo criminal foi seguido. Esta foi a penúltima performance de Jackson no Reino Unido antes de sua morte em 2009 – a performance final foi no Estádio de Wembley em 1997.

### Oasis e Blur
1996 viu o auge de uma disputa bem documentada entre os rivais Britpop, Oasis e Blur. Os diferentes estilos das bandas, juntamente com a sua proeminência dentro do movimento Britpop, levaram a mídia britânica a aproveitar a rivalidade entre as bandas. Ambos participaram, com os Gallaghers provocando Blur na cerimônia cantando uma versão de "Parklife" quando eles receberam seu prêmio de "Melhor Banda Britânica". 